# Tarsia (Italia)
Tarsia è un comune italiano di 1 829 abitanti della provincia di Cosenza in Calabria.

## Geografia fisica

### Territorio
Centro agricolo della bassa valle del Crati, situato nel punto in cui il fiume si apre la via verso la piana di Sibari incidendo una profonda forra tra le Serre di Spezzano e le estreme propaggini della Sila. L'abitato sorge su uno sperone alla sinistra del fondovalle, occupato da un bacino artificiale per l'irrigazione della piana di Sibari.

## Origini del nome
Il nome del paese deriva da un nome greco di persona Tharsias, Θαρσίας.

## Storia
Di incerte origini, fino al 1606 fu pertinenza dello Stato di Bisignano, successivamente fu infeudato agli Spinelli, che vi ebbero il titolo di principe, e che lo tennero fino all'eversione della feudalità. Vi nacque l'anatomista e chirurgo Marco Aurelio Severino (1580-1656).
Durante la seconda guerra mondiale Tarsia ospitò il più grande campo di concentramento fascista d'Italia, il campo di internamento di Ferramonti, dove furono rinchiusi prevalentemente ebrei stranieri e minoranze etniche ritenute nemiche dal regime fascista (slavi, greci, cinesi). Il campo fu liberato dagli inglesi il 14 settembre 1943.

## Economia
L'allevamento di bovini e di ovini è molto sviluppato e dà vita a un ottimo mercato. I prodotti dell'agricoltura sono frutti, cereali e olive.

## Società

### Evoluzione demografica
Abitanti censiti

## Amministrazione
È amministrata dal 1990 da eletti in liste civiche.